# Loxogramme makinoi
Loxogramme makinoi là một loài thực vật có mạch trong họ Polypodiaceae. Loài này được (C. Chr.) C. Chr. miêu tả khoa học đầu tiên năm 1917.